# 曲蕊马蓝属
曲蕊马蓝属（学名：Goldfussia）是爵床科下的一个属。该属共有约3O余种，分布于印度、马来西亚至中国。